# Grounded
Grounded — це пригодницький симулятор виживання, розроблений Obsidian Entertainment під видавництвом Xbox Game Studios. Був випущений у дочасний доступ для Microsoft Windows і Xbox One в липні 2020 року, а остаточною датою виходу стала 27 вересня 2022 року. Версія для платформ Nintendo Switch, PlayStation 4 та PlayStation 5 вийшла 16 квітня 2024 року.
У липні 2022 року було оголошено адаптацією мультсеріалу по Grounded, над якою працює Брент Фрідман.

## Ігровий процес«»

Ігровий інтерфейс під час битви з мурахами: на екрані шкала здоров'я і витривалості, інвентар та гарячі клавіші

Grounded — це симулятор виживання, з видом як від першої, так і від третьої особи. У грі головний герой зменшився до розмірів мурахи і тепер повинен виживати на задньому дворі будинку. Гравець повинен слідкувати за тим, щоб протагоніст споживав достатню кількість їжі та води, інакше він втратить здоров'я через голод або зневоднення. Задній двір наповнений різними жуками та комахами, такими як павуки, бджоли, кліщі та сонечка. Різні комахи служать різним цілям у грі. Наприклад, павуки є одними з головних хижаків у грі, сонечка можуть привести гравців до джерел їжі, а попелицю можна готувати та споживати в їжу. Гравці також можуть збирати краплі роси з трави. У грі є спеціальний режим для гравців з арахнофобією, який дозволяє змінити зовнішній вигляд павуків.
По мірі просування гравці відвідуватимуть нові ігрові локації на задньому дворі. Складність повільно зростатиме, і з'являтимуться сильніші вороги. Протягом усієї гри гравцям потрібно шукати ресурси для будування власної бази для захисту, особливо в нічну пору, коли комахи стають більш агресивними. Зібрані ресурси також можна використовувати для створення різних інструментів, пасток і зброї, наприклад сокир, списів, луків і стріл. Гравцям також потрібно контролювати свою витривалість, оскільки ігровий персонаж може виснажитися в тривалому бою. У грі присутній як однокористувацький, так і кооперативний багатокористувацький режим на чотирьох гравців.

## Розробка
Після випуску Pillars of Eternity II: Deadfire у 2018 році команда Obsidian Entertainment почала обмірковувати ідеї для гри у жанрі симулятору виживання. У той час як більшість співробітників Obsidian працювали над The Outer Worlds, невелика команда з 13 працівників почала роботу на розробкою Grounded. Гра вже була у виробництві до того, як компанія Microsoft придбала Obsidian Entertainment у 2018 році. Анонсована Xbox Game Studios у листопаді 2019 року, гра була випущена 28 липня 2020 року у дочасному доступі для Steam і Xbox Game Preview. Версія у дочасному доступі включала близько 20% основної кампанії і Obsidian активно прислухалися до відгуків спільноти, продовжуючи роботу над повноцінним випуском в 2022 році. Під час піврічного періоду у дочасному доступі у гру зіграли близько 5 мільйонів гравців.
Команда надихалася такими фільмами, як «Життя комах» від Disney та «Люба, я зменшив дітей». Щоб дізнатися більше про різні види комах, команда також переглядала створені ентузіастами сюжети на YouTube. Адам Бреннеке, порівняв ігровий сетинг з «тематичним парком», оскільки команда додала численні орієнтири, щоб зробити всесвіт Grounded цікавішим. Команда працювала над створенням інтерактивного ігрового світу, який би змінювався відповідно до дій гравців. Бреннеке додав, що гра матиме «пам'ятну» історію, як і інші ігри Obsidian. Команда інтенсивно працювала над штучним інтелектом комах. Наприклад, мурахи цікавляться персонажем гравця і спочатку не атакують, однак, якщо гравець будує базу навколо своєї їжі, або персонаж гравця стає сильнішим і мурахи починають бачити в ньому загрозу, вони атакуватимуть.

## Оцінки і відгуки
| Агрегатор  | Оцінка                       |
| ---------- | ---------------------------- |
| Metacritic | ПК: 83/100 Xbox S\|X: 83/100 |

| Видання        | Оцінка |
| -------------- | ------ |
| Destructoid    | 8.5/10 |
| GameSpot       | 8/10   |
| GamesRadar+    | [ 20 ] |
| IGN            | 9/10   |
| PC Gamer (США) | 90/100 |

Grounded отримала схвальні відгуки від критиків та ігрової спільноти, середній бал на Metacritic склав 83 бали для ПК та Xbox.
За словами рецензента видання IGN: «Grounded — це дивовижна, складна та незабутня пригода, яка має миттєво впізнаваний стиль та гумор, характерні для рольових ігор від Obsidian, що робить її однією з найкращих ігор жанру останніх років. Не так багато ігор, у які я хотів би повернутися після понад ста годин гри, але Grounded все ще змушує мене мріяти про мою наступну крихітну експедицію. Навіть нестерпно малий інвентар, інколи втрачені скарби та проблеми зі стабільністю не спонукають мене перервати цей фантастичний досвід. Те, що ці проблеми не заважали моєму зануренню у гру та отриманню величезного задоволення від неї — свідчення того, наскільки неймовірно сильною є кожна інша складова Grounded». Цитуючи журналістів PC Gamer: «Кожна нова локація саду — це ще один незвіданий світ, який чекає на дослідження, розуміння та підкорення. Це найвеселіший симулятор виживання, у який я коли-небудь грав, навіть якщо мій страх перед павуками лише загострився». За словами видання GameSpot: «Grounded не є найбільшою грою у своєму жанрі і більшість моментів її геймплею ми бачили раніше в інших іграх. Тим не менш, її фантастичний сетинг миттєво інтригує своєю унікальною стилістикою, яку Obsidian вдалося відшліфувати краще за більшість аналогів і створити світ, повний знайомих і в той же час унікальних видовищ».

## Нагороди
| Рік  | Нагорода               | Категорія            | Результат | Примітки |
| ---- | ---------------------- | -------------------- | --------- | -------- |
| 2020 | The Game Awards        | «Інновації»          | Номінація | [ 23 ]   |
| 2022 | Golden Joystick Awards | «Гра року на Xbox»   | Перемога  | [ 24 ]   |
| 2023 | NAVGTR Award           | «Оригінальний екшн»  | Номінація | [ 25 ]   |
| 2023 | NAVGTR Award           | «Геймдизайн/нова ІВ» | Номінація | [ 25 ]   |
| 2023 | NAVGTR Award           | «Звукові ефекти»     | Номінація | [ 25 ]   |
| 2023 | D.I.C.E. Awards        | «Кращий бойовик»     | Номінація | [ 26 ]   |